# Cổng xanh
Cổng xanh (tiếng Ba Lan: Brama Zielona, tiếng Đức: former Koggentor, bây giờ là Grünes Tor) ở Gdańsk, Ba Lan, là một trong những địa điểm du lịch đáng chú ý nhất của thành phố. Nó nằm giữa Long Market (Długi Targ) và sông Motława.

## Lịch sử

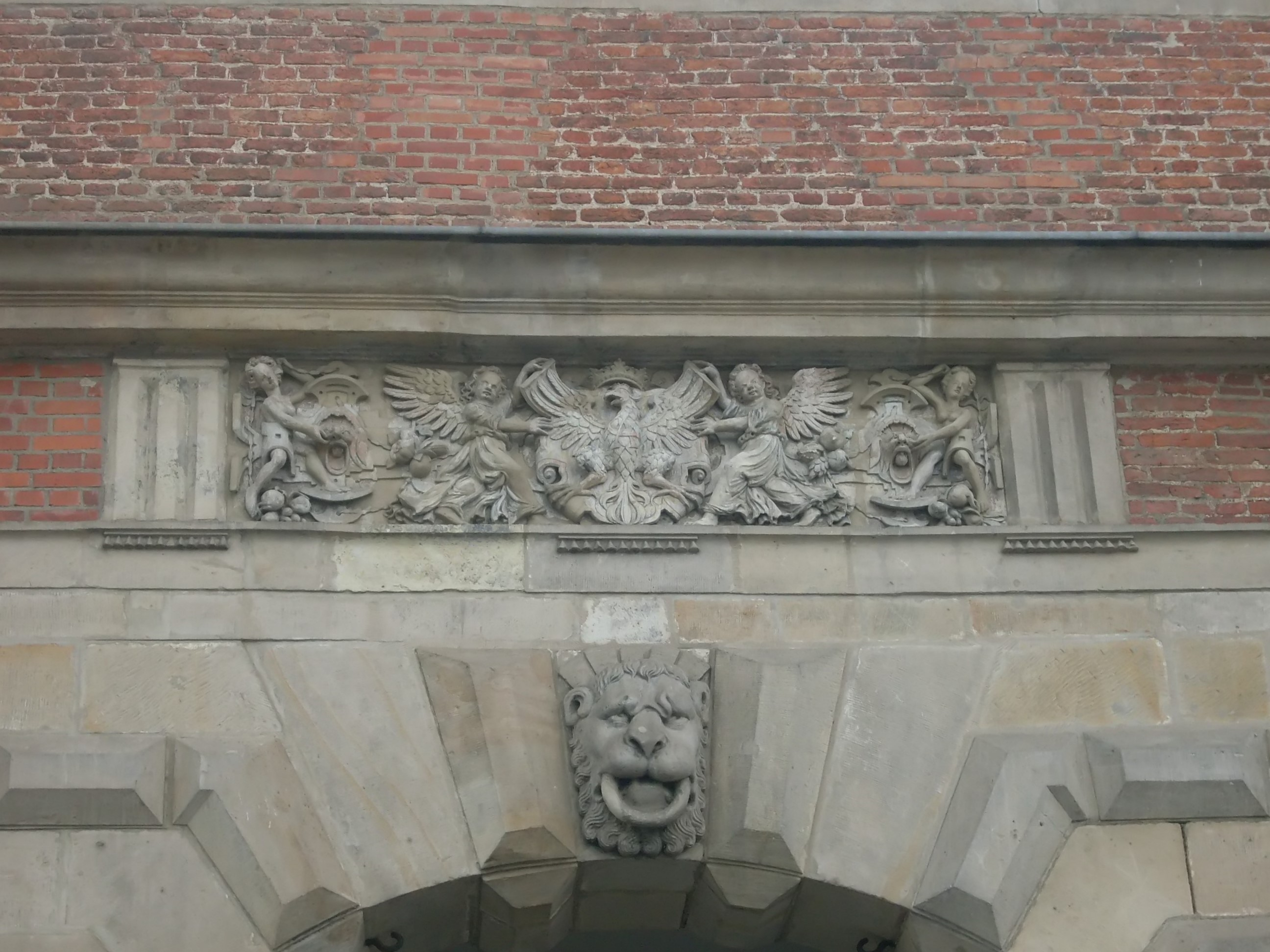
Huy hiệu thế kỷ 16 của Ba Lan

Với Cổng Vàng và Cổng Cao Nguyên, Cổng Xanh trải dài qua Long Market và Long Street, cùng với Cung đường Hoàng gia. Cổng xanh rõ ràng được lấy cảm hứng từ Tòa thị chính Antwerp. Nó được xây dựng năm 1568-71 là nơi ở chính thức của các quốc vương của Ba Lan. Nó là một kiệt tác của Regnier (hoặc Reiner van Amsterdam), một kiến trúc sư đến từ Amsterdam, và phản ánh ảnh hưởng kiến trúc của người Flemish ở Gdańsk. Và Hans Kramer đến từ Dresden chịu trách nhiệm cho các kế hoạch xây dựng.
Vào ngày 11 tháng 20 năm 1646, Nữ hoàng tương lai của Ba Lan, Marie Louise Gonzaga, đã giải trí tại đây. Vào cuối thế kỷ 18, Hội Thiên nhiên đặt trụ sở ở đây, nhưng sớm chuyển đến Nhà của những người theo chủ nghĩa tự nhiên (Nhà nghiên cứu xã hội).
Ngày nay, Cổng Xanh bao gồm Bảo tàng Quốc gia ở Gdańsk. Triển lãm, các cuộc họp, hội nghị và chương trình được tổ chức ở đây. Văn phòng Gdańsk của cựu Tổng thống Ba Lan Lech Wałęsa được đặt tại một trong các phòng của Cổng xanh.